# R.I.P.
R.I.P. е песен на Рита Ора от дебютния ѝ албум – Ora. Песента е главния сингъл от албума. В нея участва британският рапър Тайни Темпа. Написана е от Дрейк. Той я озаглавил I'm Ready For You и я написал за Риана.

## Музикално видео
Музикалното видео към песента е пуснато на 4 април 2012 г..

## История на издаване
| Държава        | Дата           | Формат            | Музикален издател            |
| -------------- | -------------- | ----------------- | ---------------------------- |
| Ирландия       | 6 май 2012     | Дигитално сваляне | Roc Nation, Columbia Records |
| Великобритания | 6 май 2012     | Дигитално сваляне | Roc Nation, Columbia Records |
| Германия       | 15 юни 2012    | Дигитално сваляне | Roc Nation, Columbia Records |
| Нова Зеландия  | 15 юни 2012    | Дигитално сваляне | Roc Nation, Columbia Records |
| Австралия      | 24 юли 2012    | Дигитално сваляне | Roc Nation, Columbia Records |
| САЩ            | 14 август 2012 | Дигитално сваляне | Roc Nation, Columbia Records |
| САЩ            | 28 август 2012 | Радио излъчване   | Roc Nation, Columbia Records |

## Траклист
CD формат
1. R.I.P. – 3:49
2. R.I.P. (инструментал) – 3:49
3. R.I.P. (Delta Heavy Dubstep Remix) – 4:16
4. R.I.P. (Gregor Salto Remix) – 6:24
5. R.I.P. (Seamus Haji Remix) – 7:10